# Ruth Smith
Ruth Smith Nielsen (Vágur, 5 d'abril de 1913 - fiord de Vágsfjørður, 26 de maig de 1958) va ser una artista feroesa. Va viure durant alguns anys a Dinamarca, on es va formar com a pintora, primer a l'Escola d'Art Bizzie Højer i després a l'Acadèmia d'Art de Copenhaguen.

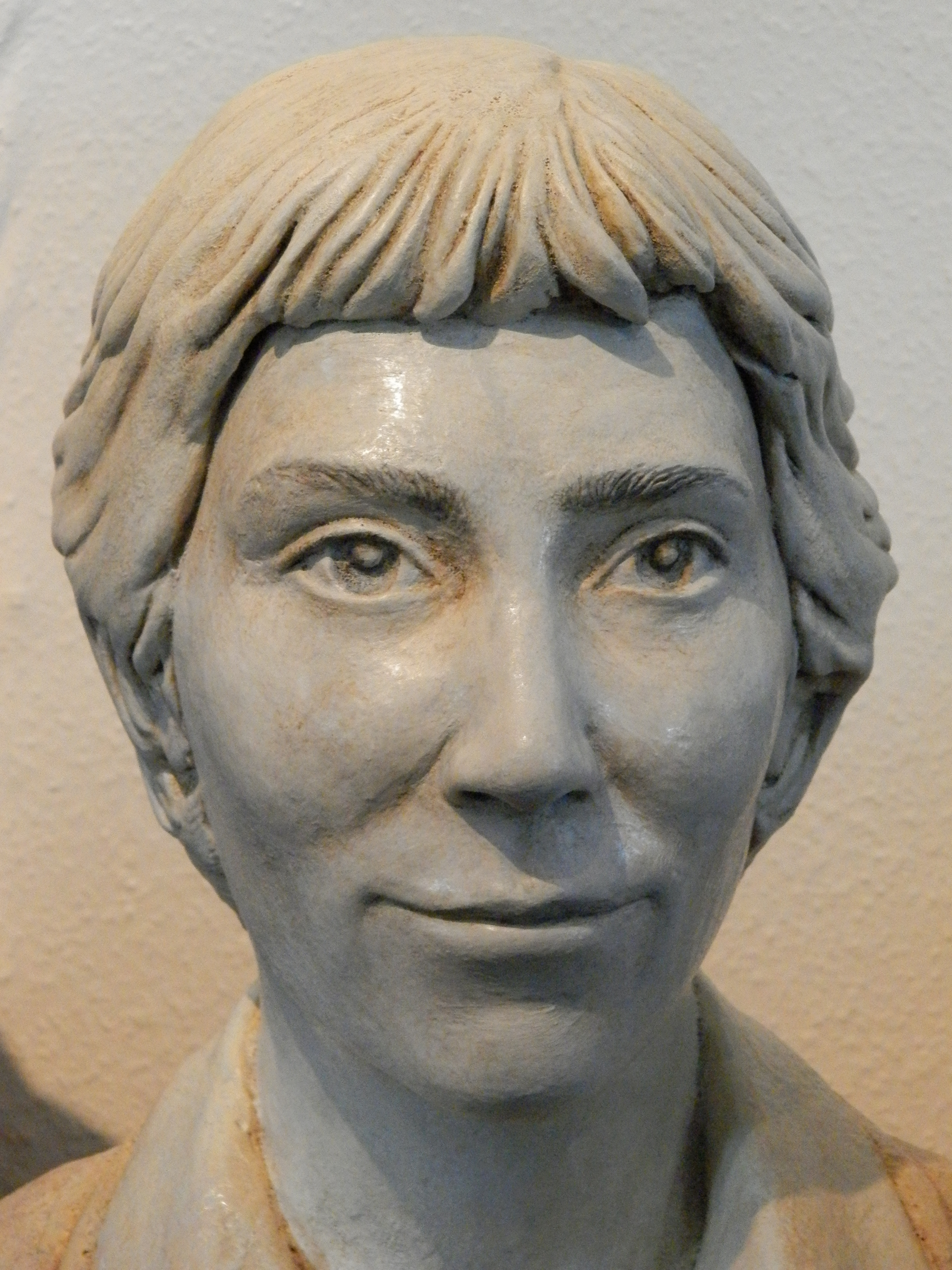
Bust de l'artista.

Es va casar amb l'arquitecte Poul Morell Nielsen el 1945. Vivien a Lemvig, Dinamarca. Més tard, amb el seu marit, es va traslladar a les Illes Fèroe i els darrers anys de la seva vida va viure al petit poble de Nes, situat al fiord Vágsfjørður entre els pobles de Vágur, on va néixer, i Porkeri. A Ruth Smith li agradava nedar al mar; aquesta afició li va provocar la mort quan es va ofegar mentre nedava al Vágsfjørður.

## Obra
Ruth Smith va tractar els colors amb més sensibilitat que molts dels seus contemporanis. Va saber capturar la llum feroesa a les seves obres i els colors vibren sota les línies del pinzell. Inspirats en Cézanne, els seus paisatges tenen influències impressionistes. No obstant això, la seva obra es considera representativa del realisme.
Els seus dos autoretrats de 1955 i 1956 es classifiquen entre les pintures més importants de l'art a les Illes Fèroe. Es troben al Museu d'Art de les Illes Fèroe.
Hi ha un museu d'art a Vágur en honor de Ruth Smith. El museu es diu Ruth Smith Savnið, que es podria traduir com a Museu d'Art Ruth Smith. El museu es troba a l'antiga escola del carrer Vágsvegur 101, que és la mateixa escola on Ruth Smith va anar de petita. El museu té pintures i dibuixos de l'artista. Un dels principals atractius és un autoretrat que va pintar el 1941. Es tracta del mateix autoretrat que es va utilitzar com a portada d'un llibre sobre l'artista.